# Charles Petro
Charles Petro   (Blantyre, 8 de febrer de 2001) és un futbolista malawià que juga com a defensa en el club moldau Sheriff Tiraspol i en la selecció nacional de Malawi.

## Carrera del club
Petro es va unir a Big Bullets en 2018, jugant inicialment amb el seu equip de reserva a la Lliga de Futbol de la Regió Sud, de segona categoria, abans de ser ascendit al primer equip abans de la temporada 2019, causant un impacte immediat i exercint un paper fonamental en la seva segona victòria consecutiva a la Superlliga. Per la seva actuació, cobrint el buit deixat pel capità de l'equip, John Lanjesi, que estava lesionat, va ser nomenat Defensa l'Any, al temps que va ser nominat per al premi al Jugador l'Any en la cerimònia anual de lliurament de premis de la lliga.
Després de rebutjar una prova al Polokwane City sud-africà, Petro es va sotmetre a una prova d'un mes al Sheriff Tiraspol moldau a principis de 2020. El febrer, va signar un contracte de tres anys amb el club.

## Carrera internacional
Petro va representar a la selecció nacional sub-20 a la Copa COSAFA Sub-20 de 2017 i durant la fase de classificació per a la Copa d'Àfrica Sub-20 de 2019.
Va debutar amb la selecció absoluta el 20 d'abril de 2019, substituint a Gomezgani Chirwa durant l'empat a zero contra Eswatini en la fase de classificació per al Campionat Africà de Nacions 2020. També va jugar amb Malawi a la Copa COSAFA 2019 i en la classificació per la Copa Mundial de la FIFA 2022.

## Estadístiques

### Internacional
| Selecció nacional | Any   | Aplicacions | Metes |
| ----------------- | ----- | ----------- | ----- |
| Malawi            |       |             |       |
| 2019              | 10    | 0           |       |
| 2020              | 3     | 0           |       |
| 2021              | 3     | 0           |       |
| Total             | Total | 16          | 0     |

## Honors

### Club
Big Bullets
- Super Lliga de Malawi: 2019

### Individual
- Defensa de l'any de la Super League de Malawi: 2019